# Organización territorial de Daguestán
La República de Daguestán se divide administrativamente en cuarenta y un distritos (raiones) y diez ciudades/pueblos. Los distritos se subdividen en diecinueve asentamientos de tipo urbano, y 363 ókrugs rurales y ókrugs stanitsa.

## División administrativa
- Ciudades y localidades bajo jurisdicción de la república:
  - Majachkalá (Махачкала) (capital)
    - Distritos de la ciudad:
      - Kirovsky (Кировский)
        - Asentamientos de tipo urbano bajo jurisdicción del distrito municipal:
          - Leninkent (Ленинкент)
          - Semender (Семендер)
          - Sulak (Сулак)
          - Shamkhal (Шамхал)

      - Leninsky (Ленинский)
        - Asentamientos de tipo urbano bajo jurisdicción del distrito municipal:
          - Novy Kyakhulay (Новый Кяхулай)

      - Sovetsky (Советский)
        - Asentamientos de tipo urbano bajo jurisdicción del distrito municipal:
          - Alburikent (Альбурикент)
          - Kyakhulay (Кяхулай)
          - Tarki (Тарки)

  - Buinaksk (Буйнакск)
  - Dagestanskiye Ogni (Дагестанские Огни)
  - Derbent (Дербент)
  - Izberbash (Избербаш)
  - Kaspisk (Каспийск)
  - Jasaviurt (Хасавюрт)
  - Kizilyurt (Кизилюрт)
    - Asentamientos de tipo urbano bajo jurisdicción municipal:
      - Bavtugay (Бавтугай)
      - Novy Sulak (Новый Сулак)

  - Kizlyar (Кизляр)
    - Asentamientos de tipo urbano bajo jurisdicción municipal:
      - Komsomolsky (Комсомольский)

  - Yuzhno-Sukhokumsk (Южно-Сухокумск)
- Distritos:
  - Agulsky (Агульский)
    - con 6 selsovets bajo jurisdicción del distrito.

  - Akhtynsky (Ахтынский)
    - con 4 selsovets bajo jurisdicción del distrito.

  - Akhvakhsky (Ахвахский)
    - con 7 selsovets bajo jurisdicción del distrito.

  - Akushinsky (Акушинский)
    - con 13 selsovets bajo jurisdicción del distrito.

  - Babayurtovsky (Бабаюртовский)
    - con 7 selsovets bajo jurisdicción del distrito.

  - Botlikhsky (Ботлихский)
    - con 9 selsovets bajo jurisdicción del distrito.

  - Buynaksky (Буйнакский)
    - con 9 selsovets bajo jurisdicción del distrito.

  - Charodinsky (Чародинский)
    - con 9 selsovets bajo jurisdicción del distrito.

  - Dakhadayevsky (Дахадаевский)
    - Asentamientos de tipo urbano bajo jurisdicción del distrito:
      - Kubachi (Кубачи)

    - con 15 selsovets bajo jurisdicción del distrito.

  - Derbentsky (Дербентский)
    - Asentamientos de tipo urbano bajo jurisdicción del distrito:
      - Belidzhi (Белиджи)
      - Mamedkala (Мамедкала)

    - con 7 selsovets bajo jurisdicción del distrito.

  - Dokuzparinsky (Докузпаринский)
    - con 2 selsovets bajo jurisdicción del distrito.

  - Gergebilsky (Гергебильский)
    - con 4 selsovets bajo jurisdicción del distrito.

  - Gumbetovsky (Гумбетовский)
    - con 6 selsovets bajo jurisdicción del distrito.

  - Gunibsky (Гунибский)
    - con 10 selsovets bajo jurisdicción del distrito.

  - Karabudakhkentsky (Карабудахкентский)
    - Asentamientos de tipo urbano bajo jurisdicción del distrito:
      - Achi-Su (Ачи-Су)
      - Manás (Манас)

    - con 2 selsovets bajo jurisdicción del distrito.

  - Kayakentsky (Каякентский)
    - con 5 selsovets bajo jurisdicción del distrito.

  - Kaytagsky (Кайтагский)
    - con 12 selsovets bajo jurisdicción del distrito.

  - Kazbekovsky (Казбековский)
    - Asentamientos de tipo urbano bajo jurisdicción del distrito:
      - Dubki (Дубки)

    - con 2 selsovets bajo jurisdicción del distrito.

  - Jasavyurtovsky (Хасавюртовский)
    - con 13 selsovets bajo jurisdicción del distrito.

  - Khivsky (Хивский)
    - con 11 selsovets bajo jurisdicción del distrito.

  - Khunzakhsky (Хунзахский)
    - con 16 selsovets bajo jurisdicción del distrito.

  - Kizilyurtovsky (Кизилюртовский)
    - con 3 selsovets bajo jurisdicción del distrito.

  - Kizlyarsky (Кизлярский)
    - con 19 selsovets bajo jurisdicción del distrito.

  - Kulinsky (Кулинский)
    - con 2 selsovets bajo jurisdicción del distrito.

  - Kumtorkalinsky (Кумторкалинский)
    - Asentamientos de tipo urbano bajo jurisdicción del distrito:
      - Tyube (Тюбе)

    - con 1 selsovet bajo jurisdicción del distrito.

  - Kurakhsky (Курахский)
    - con 10 selsovets bajo jurisdicción del distrito.

  - Laksky (Лакский)
    - con 16 selsovets bajo jurisdicción del distrito.

  - Levashinsky (Левашинский)
    - con 13 selsovets bajo jurisdicción del distrito.

  - Magaramkentsky (Магарамкентский)
    - con 8 selsovets bajo jurisdicción del distrito.

  - Nogaysky (Ногайский)
    - con 5 selsovets bajo jurisdicción del distrito.

  - Novolaksky (Новолакский)
    - con 3 selsovets bajo jurisdicción del distrito.

  - Rutulsky (Рутульский)
    - con 11 selsovets bajo jurisdicción del distrito.

  - Sergokalinsky (Сергокалинский)
    - con 10 selsovets bajo jurisdicción del distrito.

  - Shamilsky (Шамильский)
    - con 10 selsovets bajo jurisdicción del distrito.

  - Suleyman-Stalsky (Сулейман-Стальский)
    - con 10 selsovets bajo jurisdicción del distrito.

  - Tabasaransky (Табасаранский)
    - con 18 selsovets bajo jurisdicción del distrito.

  - Tarumovsky (Тарумовский)
    - con 5 selsovets bajo jurisdicción del distrito.

  - Tlyaratinsky (Тляратинский)
    - con 18 selsovets bajo jurisdicción del distrito.

  - Tsumadinsky (Цумадинский)
    - con 15 selsovets bajo jurisdicción del distrito.

  - Tsuntinsky (Цунтинский)
    - con 11 selsovets bajo jurisdicción del distrito.

  - Untsukulsky (Унцукульский)
    - Asentamientos de tipo urbano bajo jurisdicción del distrito
      - Shamilkala (Шамилькала)

    - con 6 selsovets bajo jurisdicción del distrito.

## Población y número de distritos
| Nº | Distrito                    | Población 14.X.2010 hab. | Población urbana 14.X.2010 hab. | Población urbana 14.X.2010 % | Centro                | Núcleo población 14.X.2010 hab. | Asentamientos Urbanos 14.X.2010 hab.         |
| -- | --------------------------- | ------------------------ | ------------------------------- | ---------------------------- | --------------------- | ------------------------------- | -------------------------------------------- |
| 1  | Agulsky                     | 11204                    | 0                               | 0,00%                        | с. Тпиг               | 2730                            |                                              |
| 2  | Akushinsky                  | 53558                    | 0                               | 0,00%                        | с. Акуша              | 4697                            |                                              |
| 3  | Akhvakhsky                  | 22014                    | 0                               | 0,00%                        | с. Карата             | 4153                            |                                              |
| 4  | Akhtynsky                   | 32604                    | 0                               | 0,00%                        | с. Akhty              | 13405                           |                                              |
| 5  | Babayurtovsky               | 45701                    | 0                               | 0,00%                        | с. Бабаюрт            | 15227                           |                                              |
| 6  | Botlikhsky                  | 54322                    | 0                               | 0,00%                        | с. Ботлих             | 12159                           |                                              |
| 7  | Buynaksky                   | 73402                    | 0                               | 0,00%                        | г. Буйнакск           |                                 |                                              |
| 8  | Gergebilsky                 | 19910                    | 0                               | 0,00%                        | с. Гергебиль          | 5195                            |                                              |
| 9  | Gumbetovsky                 | 22046                    | 0                               | 0,00%                        | с. Мехельта           | 3314                            |                                              |
| 10 | Gunibsky                    | 25303                    | 0                               | 0,00%                        | с. Гуниб              | 2271                            |                                              |
| 11 | Dakhadayevsky               | 36709                    | 3060                            | 8,34%                        | с. Уркарах            | 4394                            | пгт Кубачи (3 060)                           |
| 12 | Derbentsky                  | 99054                    | 23265                           | 23,49%                       | г. Дербент            |                                 | пгт Белиджи (12 236), пгт Мамедкала (11 029) |
| 13 | Dokuzparinsky               | 15357                    | 0                               | 0,00%                        | с. Усухчай            | 1881                            |                                              |
| 14 | Kazbekovsky                 | 42752                    | 5202                            | 12,17%                       | с. Дылым              | 8640                            | пгт Дубки (5 202)                            |
| 15 | Kaytagsky                   | 31368                    | 0                               | 0,00%                        | с. Маджалис           | 6815                            |                                              |
| 16 | Karabudakhkentsky           | 73016                    | 7036                            | 9,64%                        | с. Карабудахкент      | 15356                           | пгт Ачи-Су (1 679), пгт Манас (5 357)        |
| 17 | Kayakentsky                 | 54089                    | 0                               | 0,00%                        | с. Новокаякент        | 5130                            |                                              |
| 18 | Kizilyurtovsky              | 61876                    | 0                               | 0,00%                        | г. Кизилюрт           |                                 |                                              |
| 19 | Kizlyarsky                  | 67287                    | 0                               | 0,00%                        | г. Кизляр             |                                 |                                              |
| 20 | Kulinsky                    | 11174                    | 0                               | 0,00%                        | с. Вачи               | 817                             |                                              |
| 21 | Kumtorkalinsky              | 24848                    | 6496                            | 26,14%                       | с. Коркмаскала        | 7722                            | пгт Тюбе (6 496)                             |
| 22 | Kurakhsky                   | 15434                    | 0                               | 0,00%                        | с. Курах              | 3235                            |                                              |
| 23 | Laksky                      | 12161                    | 0                               | 0,00%                        | с. Кумух              | 1930                            |                                              |
| 24 | Levashinsky                 | 70704                    | 0                               | 0,00%                        | с. Леваши             | 10011                           |                                              |
| 25 | Magaramkentsky              | 62195                    | 0                               | 0,00%                        | с. Магарамкент        | 6953                            |                                              |
| 26 | Novolaksky                  | 28556                    | 0                               | 0,00%                        | с. Новолакское        | 5951                            |                                              |
| 27 | Nogaysky                    | 22472                    | 0                               | 0,00%                        | с. Терекли-Мектеб     | 7993                            |                                              |
| 28 | Rutulsky                    | 22926                    | 0                               | 0,00%                        | с. Рутул              | 4132                            |                                              |
| 29 | Sergokalinsky               | 27133                    | 0                               | 0,00%                        | с. Сергокала          | 8143                            |                                              |
| 30 | Suleyman-Stalsky            | 58835                    | 0                               | 0,00%                        | с. Касумкент          | 13232                           |                                              |
| 31 | Tabasaransky                | 52886                    | 0                               | 0,00%                        | с. Хучни              | 3232                            |                                              |
| 32 | Tarumovsky                  | 31683                    | 0                               | 0,00%                        | с. Тарумовка          | 5372                            |                                              |
| 33 | Tlyaratinsky                | 22165                    | 0                               | 0,00%                        | с. Тлярата            | 1200                            |                                              |
| 34 | Untsukulsky                 | 29547                    | 4886                            | 16,54%                       | с. Унцукуль           | 6274                            | пгт Шамилькала (4 886)                       |
| 35 | Jasavyurtovsky              | 141232                   | 0                               | 0,00%                        | г. Хасавюрт           |                                 |                                              |
| 36 | Khivsky                     | 22753                    | 0                               | 0,00%                        | с. Хив                | 2659                            |                                              |
| 37 | Khunzakhsky                 | 31691                    | 0                               | 0,00%                        | с. Хунзах             | 4245                            |                                              |
| 38 | Tsumadinsky                 | 23345                    | 0                               | 0,00%                        | с. Агвали             | 2455                            |                                              |
| 39 | Tsuntinsky                  | 18282                    | 0                               | 0,00%                        | с. Кидеро             | 752                             |                                              |
|    | Bezhtinskiy                 | 7240                     | 0                               | 0,00%                        | с. Бежта              | 3502                            |                                              |
| 40 | Charodinsky                 | 11777                    | 0                               | 0,00%                        | с. Цуриб              | 2234                            |                                              |
| 41 | Shamilsky                   | 28122                    | 0                               | 0,00%                        | с. Хебда              | 2552                            |                                              |
| 1  | Ókrug de Majachkalá         | 696885                   | 666311                          | 95,61%                       | г. Majachkalá         | 572076                          | г. Majachkalá (572 076) и 8 пгт              |
| 2  | Ókrug de Buinaksk           | 62623                    | 62623                           | 100,00%                      | г. Буйнакск           | 62623                           |                                              |
| 3  | Ókrug de Dagestanskiye Ogni | 27923                    | 27923                           | 100,00%                      | г. Dagestanskiye Ogni | 27923                           |                                              |
| 4  | Ókrug de Derbent            | 119200                   | 119200                          | 100,00%                      | г. Derbent            | 119200                          |                                              |
| 5  | Ókrug de Izberbash          | 55646                    | 55646                           | 100,00%                      | г. Izberbash          | 55646                           |                                              |
| 6  | Ókrug de Kaspisk            | 100129                   | 100129                          | 100,00%                      | г. Kaspisk            | 100129                          |                                              |
| 7  | Ókrug de Kizilyurt          | 43421                    | 41176                           | 94,83%                       | г. Kizilyurt          | 32988                           | г. Кизилюрт (32 988) и 2 пгт                 |
| 8  | Ókrug de Kizlyar            | 51707                    | 51892                           | 100,36%                      | г. Kizlyar            | 48984                           |                                              |
| 9  | Ókrug de Jasaviurt          | 131187                   | 131187                          | 100,00%                      | г. Jasaviurt          | 131187                          |                                              |
| 10 | Ókrug de Yuzhno-Sukhokumsk  | 10035                    | 10035                           | 100,00%                      | г. Yuzhno-Sukhokumsk  | 10035                           |                                              |
|    | total Daguestán             | 2910249                  | 1315882                         | 45,22%                       |                       |                                 |                                              |